# Santiago de Chuvica
Santiago de Chuvica ist eine Ortschaft im Departamento Potosí im südamerikanischen Anden-Staat Bolivien.

## Lage im Nahraum
Santiago de Chuvica ist eine von zwei Ortschaften des Kanton Santiago im Municipio Colcha „K“ in der Provinz Nor Lípez. Die Ortschaft liegt in einer Höhe von 3800 m am Südrand des Salzsees Salar de Uyuni, nächstgelegene Ortschaften sind Santiago K und Mañica.

## Geographie
Santiago de Chuvica liegt auf dem bolivianischen Altiplano zwischen der Cordillera Occidental im Westen und der Cordillera de Lípez im Südosten. Das Klima der Region ist ein ausgesprochenes Tageszeitenklima, bei dem die Temperaturunterschiede zwischen Tag und Nacht deutlicher schwanken als die Durchschnittswerte zwischen Sommer und Winter.
Nennenswerter Niederschlag fällt nur in den Monaten Januar bis März (siehe Klimadiagramm Colcha „K“), die restlichen neun Monate des Jahres sind arid, der Gesamtniederschlag der Region erreicht keine 100 mm im Jahr. Die Jahresdurchschnittstemperatur liegt bei knapp 7 °C, die Monatswerte schwanken nur unwesentlich zwischen 2 °C im Juni/Juli und 9 °C von November bis März, wobei jedoch nächtliche Frostdurchgänge im ganzen Jahr möglich sind.
Gemäß der Klimaklassifikation von Köppen-Geiger ist das Klima von Santiago de Chuvica trocken und kalt (BWk).

## Verkehrsnetz
Santiago de Chuvica liegt in einer Entfernung von 364 Straßenkilometern südwestlich von Potosí, der Hauptstadt des gleichnamigen Departamentos.
Von Potosí führt die asphaltierte Nationalstraße Ruta 5 in südwestlicher Richtung 198 Kilometer bis Uyuni, von dort weiter nach Südwesten und erreicht nach 61 Kilometern die Brücke über den Río Grande de Lípez. Hinter der Brücke zweigt die Ruta 5 in nordwestlicher Richtung ab und erreicht nach 36 Kilometern die Ortschaft Río Grande an der Bahnlinie von Uyuni nach Avaroa an der chilenischen  Grenze und weiter nach Antofagasta. Die Straße folgt der Bahnlinie in südwestlicher Richtung und erreicht über Julaca nach weiteren 57 Kilometern San Juan de Rosario, von dort führt eine Straße in nordwestlicher Richtung in ein Seitental nach Santiago de Chuvica.

## Bevölkerung
Die Einwohnerzahl des Ortes ist in den vergangenen beiden Jahrzehnten nahezu unverändert geblieben:
| Jahr | Einwohner | Quelle       |
| ---- | --------- | ------------ |
| 1992 | 170       | Volkszählung |
| 2001 | 139       | Volkszählung |
| 2012 | 168       | Volkszählung |
| 2024 |           | Volkszählung |

Die Region hat einen hohen Anteil Quechua-Bevölkerung, im Municipio Colcha „K“ sprechen 90 Prozent der Einwohner die Quechua-Sprache (2001).